# Epidesma capysca
Epidesma capysca är en fjärilsart som beskrevs av William Schaus 1910. Epidesma capysca ingår i släktet Epidesma och familjen björnspinnare. Inga underarter finns listade i Catalogue of Life.